# Kovačevac (Lipik)
Kovačevac je naselje u Republici Hrvatskoj u Požeško-slavonskoj županiji, u sastavu grada Lipika.

## Zemljopis
Kovačevac se nalaze južno od Lipika neposredno zapadno od ceste prema Okučanima.

## Stanovništvo
Prema popisu stanovništva iz 2011. godine Kovačevac je imao 29 stanovnika.
| broj stanovnika | 146   | 174   | 149   | 191   | 237   | 290   | 265   | 293   | 259   | 249   | 235   | 182   | 92    | 62    | 31    | 29    | 12    |
|                 | 1857. | 1869. | 1880. | 1890. | 1900. | 1910. | 1921. | 1931. | 1948. | 1953. | 1961. | 1971. | 1981. | 1991. | 2001. | 2011. | 2021. |